# Deutsche Leichtathletik-Meisterschaften 1959
Die 59. Deutschen Leichtathletik-Meisterschaften wurden vom 24. bis 26. Juli 1959 im Stuttgarter Neckarstadion ausgetragen.

## Ausgelagerte Disziplinen
Wie in den Jahren zuvor wurden weitere Meisterschafts-Titel an verschiedenen anderen Orten vergeben:
- Waldläufe (Männer und Frauen) – Lüneburg, 19. April mit Einzel- / Mannschaftswertungen auf jeweils einer Streckenlänge
- Marathonlauf (Männer) – Delmenhorst, 15. August mit Einzel- und Mannschaftswertung[2][3]
- 50-km-Gehen (Männer) – Delmenhorst, 16. August mit Einzel- und Mannschaftswertung
- Mehrkämpfe (Frauen: Fünfkampf) / (Männer: Fünf- und Zehnkampf) – Düsseldorf, 29./30. August mit Einzel- und Mannschaftswertungen

## Rekord
Martin Lauer (ASV Köln) übertraf im Zehnkampf nach der Wertung von 1952 mit 7955 Punkten den gesamtdeutschen Rekord (DR) des Hallensers Walter Meier um 567 Punkte. Nach der heute gültigen Wertung von 1985 ergeben sich 7478 Punkte für Lauers Leistung.

## Medaillengewinner Männer
Die folgenden Übersichten fassen die Medaillengewinner und -gewinnerinnen zusammen. Eine ausführlichere Übersicht mit den jeweils ersten sechs in den einzelnen Disziplinen findet sich unter dem Link Deutsche Leichtathletik-Meisterschaften 1959/Resultate.
| Disziplin                                   | Gold                                                                 | Leistung              | Silber                                                                         | Leistung              | Bronze                                                                | Leistung              |
| ------------------------------------------- | -------------------------------------------------------------------- | --------------------- | ------------------------------------------------------------------------------ | --------------------- | --------------------------------------------------------------------- | --------------------- |
| 100 m                                       | Manfred Germar (ASV Köln)                                            | 10,5 s00              | Martin Lauer (ASV Köln)                                                        | 10,6 s00              | Peter Gamper (SpVgg. Feuerbach)                                       | 10,6 s00              |
| 200 m                                       | Manfred Germar (ASV Köln)                                            | 21,5 s00              | Walter Mahlendorf (Hannover 96)                                                | 21,6 s00              | Karl-Heinz Naujoks (TSV Bayer 04 Leverkusen)                          | 21,9 s00              |
| 400 m                                       | Carl Kaufmann (Karlsruher SC)                                        | 46,9 s00              | Manfred Kinder (OSV Hörde)                                                     | 47,3 s00              | Walter Oberste (OSV Hörde)                                            | 47,6 s00              |
| 800 m                                       | Peter Adam (TSV Bayer 04 Leverkusen)                                 | 1:50,8 min            | Paul Schmidt (OSV Hörde)                                                       | 1:51,0 min            | Dieter Heydecke (VfL Wolfsburg)                                       | 1:51,0 min            |
| 1500 m                                      | Edmund Brenner (SKV Eglosheim)                                       | 3:46,7 min            | Friedrich Stracke (Barmer TV 1846 Wuppertal)                                   | 3:47,1 min            | Klaus Ostach (Berliner SC)                                            | 3:47,6 min            |
| 5000 m                                      | Alfred Kleefeldt (TSV Wendlingen)                                    | 14:33,8 min           | Ludwig Müller (Weseler TV)                                                     | 14:38,6 min           | Gustav Disse (SC Dahlhausen)                                          | 14:39,8 min           |
| 10.000 m                                    | Xaver Höger (TV Grönenbach)                                          | 30:20,2 min           | Walter Konrad (TSV 1860 München)                                               | 30:32,2 min           | Roland Watschke (Weseler TV)                                          | 31:13,8 min           |
| Marathon                                    | Gustav Disse (SC Dahlhausen)                                         | 2:28:45,6 h00         | Jürgen Wedeking (TSR Olympia Wilhelmshaven)                                    | 2:29:50,0 h00         | Karl-Heinz Paetow (Hamburger SV)                                      | 2:35:06,0 h00         |
| Marathon, Mannschaftswertung                | TSR Olympia WilhelmshavenJürgen Wedeking Wilhelm Gänßler Hans Gerdes | 7:42:51 h000          | SC DahlhausenGustav Disse August Ruttloh Walter Ruttloh                        | 7:53:11 h000          | TUSEM EssenFritz Schöning August Blumensaat Manfred Günther           | 8:10:09 h000          |
| 110 m Hürden                                | Martin Lauer (ASV Köln)                                              | 14,0 s00              | Bert Steines (TuS Rot-Weiß Koblenz)                                            | 14,8 s00              | Karl-Ernst Schottes (DSD Düsseldorf)                                  | 14,9 s00              |
| 200 m Hürden                                | Martin Lauer (ASV Köln)                                              | 23,0 s00              | Klaus Gerbig (TG Rüsselsheim)                                                  | 23,7 s00              | Klaus Nüske (ASV Berlin)                                              | 23,8 s00              |
| 400 m Hürden                                | Helmut Janz (VfL Gladbeck)                                           | 51,0 s00              | Helmut Joho (USC Freiburg)                                                     | 52,5 s00              | Heinz Hoß (SpVgg. Feuerbach)                                          | 52,8 s00              |
| 3000 m Hindernis                            | Hans Hüneke (Solinger LC)                                            | 8:59,0 min            | Heinz Laufer (SpVgg. Feuerbach)                                                | 8:59,8 min            | Wilhelm-Rüdiger Böhme (Hamburger SV)                                  | 9:03,2 min            |
| 4 × 100 m Staffel                           | ASV KölnHans Peters Martin Lauer Robert Pfeil Manfred Germar         | 41,4 s00              | TSV 1860 MünchenEduard Feneberg Dieter Baumann Martin Reichert Hans Oesterlein | 41,5 s00              | OSC BerlinJens Pissarek Below Heinz Oberbeck Uwe Krohn                | 41,9 s00              |
| 4 × 400 m Staffel                           | OSV HördePaul Schmidt Walter Oberste Udo Waldheim Manfred Kinder     | 3:11,7 min            | TSV Bayer 04 LeverkusenHorst Pöhler Emmerich Norbert Karuhn Peter Adam         | 3:12,2 min            | SCC BerlinPeter Hoppe Bodo Bednorz Gerhard Kopp Julius Müller         | 3:12,4 min            |
| 3 × 1000 m Staffel                          | Polizei SV BerlinHans-Joachim Kowalewsky Klaus Lehmann Jörg Balke    | 7:12,6 min            | Berliner SCHerbert Stichnote Olaf Lawrenz Klaus Ostach                         | 7:12,8 min            | SKV EglosheimHans Günthner Manfred Engelhardt Edmund Brenner          | 7:19,8 min            |
| 20-km-Gehen                                 | Erich Rodermund (Eintracht Braunschweig)                             | 1:41:18,0 h00         | Julius Müller (Hamburger SV)                                                   | 1:42:05,2 h00         | Horst Brüning (BTSV 1850 Berlin)                                      | 1:42:23,2 h00         |
| 20-km-Gehen, Mannschaftswertung             | Hamburger SVJulius Müller Claus Bartels Horst Gerdau                 | 5:18:16,8 h00         | SV FriedrichsgabeClaus Biethan Harry Binner Harald Michelsen                   | 5:34:45,4 h00         | Eintracht BraunschweigErich Rodermund Walter Stoltz Horst Göring      | 5:35:12,0 h00         |
| 50-km-Gehen                                 | Claus Bartels (Hamburger SV)                                         | 4:44:08 h000          | Claus Biethan (SV Friedrichsgabe)                                              | 4:45:29 h000          | Erich Rodermund (Eintracht Braunschweig)                              | 4:47:08 h000          |
| 50-km-Gehen, Mannschaftswertung             | SV FriedrichsgabeClaus Biethan Harald Michelsen Harry Binner         | 14:58:39 h000         | Eintracht BraunschweigErich Rodermund Walter Stoltz Wolf-Dieter Götz           | 15:02:33 h000         | Grün-Weiß EssenAlfred Fattmann Wolfgang Döring Willi Schneidereit     | 15:36:57 h000         |
| Hochsprung                                  | Theo Püll (LG 1947 Viersen)                                          | 2,00 m                | Klaus Neufeldt (VfL Wolfsburg)                                                 | 1,90 m                | Herbert Hopf (TG Würzburg)                                            | 1,90 m                |
| Stabhochsprung                              | Klaus Lehnertz (Solinger LC)                                         | 4,30 m                | Dieter Möhring (VfL Wolfsburg)                                                 | 4,30 m                | Horst Drumm (TuS Rot-Weiß Koblenz)                                    | 4,20 m                |
| Weitsprung                                  | Manfred Molzberger (ASV Köln)                                        | 7,64 m                | Gerhard Deyerling (TSG Haßloch)                                                | 7,49 m                | Ronald Krüger (Polizei SV Kiel)                                       | 7,47 m                |
| Dreisprung                                  | Jörg Wischmeier (Rheydter TV 1847)                                   | 15,14 m               | Hermann Strauß (TG Kitzingen)                                                  | 15,07 m               | Heinrich Fröhling (SuS Schwarz-Gelb Unna)                             | 14,63 m               |
| Kugelstoßen                                 | Karl-Heinz Wegmann (Dortmunder SC 1895)                              | 17,36 m               | Hermann Lingnau (TuS Rot-Weiß Koblenz)                                         | 16,95 m               | Dietrich Urbach (TSV 1860 München)                                    | 16,88 m               |
| Diskuswurf                                  | Dieter Möhring (VfL Wolfsburg)                                       | 50,98 m               | Martin Bührle (USC Heidelberg)                                                 | 49,70 m               | Rudolf Schwarz (1. SC Göttingen 05)                                   | 48,82 m               |
| Hammerwurf                                  | Willi Glotzbach (Fuldaer Turnerschaft 48)                            | 59,44 m               | Hugo Ziermann (Grün-Weiß Frankfurt)                                            | 57,36 m               | Siegfried Lorenz (OSV Hörde)                                          | 57,30 m               |
| Speerwurf                                   | Heinrich Will (Rendsburger TSV)                                      | 76,54 m               | Hermann Rieder (TSV 1860 München)                                              | 75,21 m               | Hermann Salomon (Hamburger SV)                                        | 71,80 m               |
| Fünfkampf, 1952er W. 2. Zeile: 1965er Wert. | Hermann Salomon (Hamburger SV)                                       | 3615 P000 (3803 P)000 | Rudolf Grünewald (TV Lampertheim)                                              | 3182 P (3478 P)       | Ernst Bux (Turn-Verein Lehe)                                          | 3097 P (3494 P)       |
| Fünfkampf, Mannschaftswertung               | Hamburger SVHermann Salomon Horst Stelzner Jürgen Hillermann         | 9099 P000             | Turn-Verein LeheErnst Bux Hans Eichler Harry Eichler                           | 8256 P                | TV 1847 WetzlarRolf Reebs Detlef Manche Joachim Hildebrand            | 8182 P                |
| Zehnkampf, 1952er W. 2. Zeile: 1965er Wert. | Martin Lauer (ASV Köln)                                              | 7955 P DR (7478 P)000 | Klaus Nüske (ASV Berlin)                                                       | 6682 P (6830 P)       | Werner von Moltke (TSV Ellwangen)                                     | 6680 P (6894 P)       |
| Zehnkampf, Mannschaftswertung               | ASV KölnMartin Lauer Joachim Janeke Joachim Lange                    | 16.687 P000           | ASV BerlinKlaus Nüske Karl-Heinz Drygalski Gerd Leopold                        | 16.339 P              | USC FreiburgHeinrich Buchgeister Manfred Düsseldorf Hecht             | 16.038                |
| Waldlauf – 7500 m                           | Ludwig Müller (Weseler TV)                                           | 22:11,4 min           | Alfred Kleefeldt (TSV Wendlingen)                                              | 22:18,4 min           | Hans Widl (TSV 1860 München)                                          | 22:28,6 min           |
| Waldlauf, Mannschaftswertung                | TSV 1860 MünchenHans Widl Walter Müller Hermann Eberlein             | 32 P (Plätze 3/15/18) | VfL WolfsburgAlfred Brand Günter Timm Hermann Schnelle                         | 35 P (Plätze 4/11/24) | Hamburger SVKarl-Heinz Paetow Wilhelm-Rüdiger Böhme Hans-Jürgen Profé | 40 P (Plätze 8/12/25) |

## Medaillengewinnerinnen Frauen
| Disziplin                     | Gold                                                                       | Leistung            | Silber                                                               | Leistung               | Bronze                                                                            | Leistung              |
| ----------------------------- | -------------------------------------------------------------------------- | ------------------- | -------------------------------------------------------------------- | ---------------------- | --------------------------------------------------------------------------------- | --------------------- |
| 100 m                         | Anni Biechl (Post-SV München)                                              | 12,2 s00            | Jutta Heine (DHC Hannover)                                           | 12,4 s00               | Marianne Niederquell (OSV Hörde)                                                  | 12,6 s00              |
| 200 m                         | Jutta Heine (DHC Hannover)                                                 | 24,6 s00            | Inge Fuhrmann (SCC Berlin)                                           | 25,3 s00               | Monika Wessel (SV Salamander Kornwestheim)                                        | 25,3 s00              |
| 400 m                         | Maria Jeibmann geb. Arenz (Wuppertaler SV)                                 | 57,1 s00            | Reinhilde Knapp (TC Herne)                                           | 57,3 s00               | Karin Gloger (TUSEM Essen)                                                        | 57,7 s00              |
| 800 m                         | Veronika Mitgude (TuS Empelde)                                             | 2:10,7 min          | Nanny Schlüter (VfL Pinneberg)                                       | 2:12,3 min             | Edith Schiller (ASV Köln)                                                         | 2:13,3 min            |
| 80 m Hürden                   | Zenta Kopp geb. Gastl (TSV 1860 München)                                   | 10,8 s00            | Edeltraud Keller (TG Trossingen)                                     | 10,9 s00               | Gertrud Hantschk (TS Jahn München)                                                | 11,3 s00              |
| 4 × 100 m Staffel             | OSV HördeBärbel Tölle Marianne Niederquell Renate Vetter Charlotte Schmidt | 47,3 s00            | Post-SV MünchenElfriede Schmidt Anni Biechl Brigitte Stich Inge Karl | 47,5 s00               | TSV 1860 MünchenInge Schell Heidi Maasberg Erika Freilinger Zenta Kopp geb. Gastl | 48,0 s00              |
| Hochsprung                    | Marlene Matthei (ASV Köln)                                                 | 1,64 m              | Heidi Maasberg (TSV 1860 München)                                    | 1,64 m                 | Rita Kortum (Olympia Neumünster)                                                  | 1,61 m                |
| Weitsprung                    | Zenta Kopp geb. Gastl (TSV 1860 München)                                   | 6,20 m              | Liesel Jakobi (ATSV Saarbrücken)                                     | 6,03 m                 | Erika Freilinger (TSV 1860 München)                                               | 5,92 m                |
| Kugelstoßen                   | Marianne Werner geb. Schulze-Entrup (SC Greven 09)                         | 14,78 m             | Mathilde Hartl (TV Mallersdorf)                                      | 14,64 m                | Sigrun Grabert (SV 03 Tübingen)                                                   | 13,70 m               |
| Diskuswurf                    | Kriemhild Hausmann (Preussen Krefeld)                                      | 49,89 m             | Hanna Bienert (Post-SV Hannover)                                     | 48,09 m                | Gudrun Kapolke (Hamburger SV)                                                     | 46,07 m               |
| Speerwurf                     | Christa Dieckvoß (Ratzeburger SV)                                          | 48,76 m             | Almut Brömmel (TSV 1860 München)                                     | 47,53 m                | Mechthild Nelles (TuS Rheinhausen)                                                | 46,48 m               |
| Fünfkampf, 1955er W.          | Gertrud Hantschk (TS Jahn München)                                         | 4453 P              | Edeltraut Keller (TG Trossingen)                                     | 4451 P                 | Zenta Kopp geb. Gastl (TSV 1860 München)                                          | 4375 P                |
| Fünfkampf, Mannschaftswertung | TSV 1860 MünchenZenta Kopp geb. Gastl Heidi Maasberg Erika Freilinger      | 12.869 P            | Hamburger SVHilke Thymm Leonore Tauer Regina Bock                    | 12.071 P               | SC Greven 09Eva Hatheysen Anne-Chatrine Rühlow geb. Lafrenz Antonia Vehoff        | 11.250 P              |
| Waldlauf – 1000 m             | Edith Schiller (ASV Köln)                                                  | 2:47,6 min          | Ariane Döser (SSV Reutlingen 05)                                     | 2:50,6 min             | Veronika Mitgude (TuS Empelde)                                                    | 2:51,0 min            |
| Waldlauf, Mannschaftswertung  | ASV KölnEdith Schiller Ursula Bleckmann Brigitte Stötzel                   | 11 P (Plätze 1/6/9) | SC Victoria HamburgHelga Brüne Bormann Behrens                       | 34 P (Plätze 12/20/33) | LC NordhornMargarete Buscher ten Brink Heinrich                                   | 40 P (Plätze 4/27/43) |

## Videolink
- Video Deutsche Wochenschau 1959 mit Ausschnitten der Deutschen Leichtathletik-Meisterschaften 1959 in Stuttgart, Bereich: 6:09 min bis 10:52 min aus dem Filmothek-Bundesarchiv, abgerufen am 3. April 2021